# Klampokan (Klabang)
Klampokan is een bestuurslaag in het regentschap Bondowoso van de provincie Oost-Java, Indonesië. Klampokan telt 969 inwoners (volkstelling 2010).